# 千葉えりか
千葉 えりか（ちば えりか、1988年4月4日 - ）は、日本のタレント、元グラビアアイドル、レースクイーン 。
NYプロダクションに所属。千葉県出身。グラビアアイドルを卒業後は、「千葉県のスポーツ好きタレント」として活動中。一人称は｢ちば｣としており地名の｢千葉｣と使い分けをしている。

## 略歴
2009年頃よりイベントコンパニオンとして活動。2014年にグラビアアイドルとしての芸能活動をスタートさせ、2015年に初のイメージDVDをリリース。
地元・千葉を愛する「千葉ドル」を標榜しており、地元チームの千葉ロッテマリーンズ、ジェフユナイテッド市原・千葉、千葉ジェッツ、オービックシーガルズのファン。「マリンで始球式がしたい」という夢が芸能活動を始めたきっかけであり、2016年5月27日のパシフィック・リーグ公式戦「千葉ロッテ対福岡ソフトバンク」戦で念願の始球式を行った。
コロナ禍による千葉県内の飲食業界への影響を受け、「Twitterで#つなげようちば」として、千葉県内のテイクアウト、デリバリー、宅配をやっているお店等おすすめ情報を拡散する活動を行っている。
- YOKOMOイメージガール[12]。
- YOKOMOLADY
- 2014　ポートクイーン千葉
- 2015.8.14「SUMMER SONIC 2015前夜祭 幕夏祭」ゲストMC
- 2016.4.11「BLACK WHITE NIGHT 2」
- 2016.5.27　パ・リーグ公式戦「千葉ロッテマリーンズ 対 福岡ソフトバンクホークス」始球式
- 2019.1 東京オートサロン BILSTEIN（阿部商会）ブースコンパニオン[1]

## 出演

### テレビ番組
- TOKYO MX 「つんつべ♂バク音」[13]。
- CS 「ハダカの私が見えちゃう！？アイドルオープンカルテ

### 雑誌
- BUBKA(白夜書房)
- ドカント(デジタルスタイル)
- RC WORLD(エイ出版社)

### Web
- RQラボ
- 千葉日報ニュースβ
- 柴田地球防衛隊〜地球を守るのは僕らだ〜（2016年 - 2017年、AbemaTV）

## 作品

### DVD
- ちば?ラブ（2015年5月29日、スパイスビジュアル）
- 愛しのえりか（2015年8月28日、シャイニングスターエンターテイメント）
- ボクの先生（2015年12月25日、エアーコントロール）
- 哀願衝動（2016年4月21日、ギルド）
- 幼馴染のお姉さん（2016年10月25日、エアーコントロール）